# Limusina
Una limusina tal como se conoce hoy en día, es un automóvil de lujo con el chasis y la carrocería alargada. Generalmente se pintan de color negro o blanco, pudiendo haber sido ampliada por el fabricante o por un mecánico independiente.

## Historia

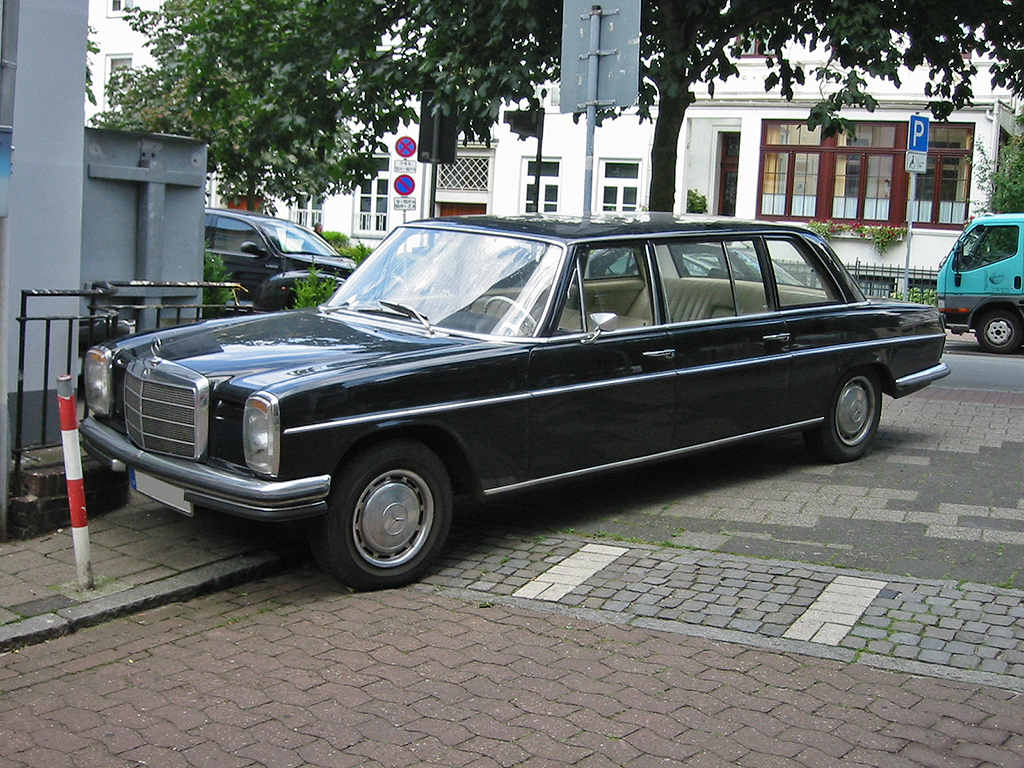
Mercedes-Benz W114/W115.

Su nombre proviene de la palabra francesa limousine, una prenda de vestir en forma de capucha que utilizan los pastores para protegerse de la lluvia y el frío.[cita requerida]
La primera limusina alargada fue creada utilizando un Lincoln Continental en 1954, considerándose un récord en los vehículos de transporte de lujo. Hoy en día las limusinas son conducidas normalmente por choferes y hasta mediados de los noventa fueron asociadas frecuentemente a los millonarios. Se usan también para ocasiones especiales como bodas, fiestas o turismo.
Aunque algunas limusinas son propiedad de particulares, muchas los son de gobiernos con el fin de transportar políticos importantes, de grandes compañías para llevar ejecutivos o de medios de transporte para los invitados. Sin embargo, muchas limusinas operan como vehículos de alquiler, compitiendo con las diversas empresas de taxi.

## Fabricación

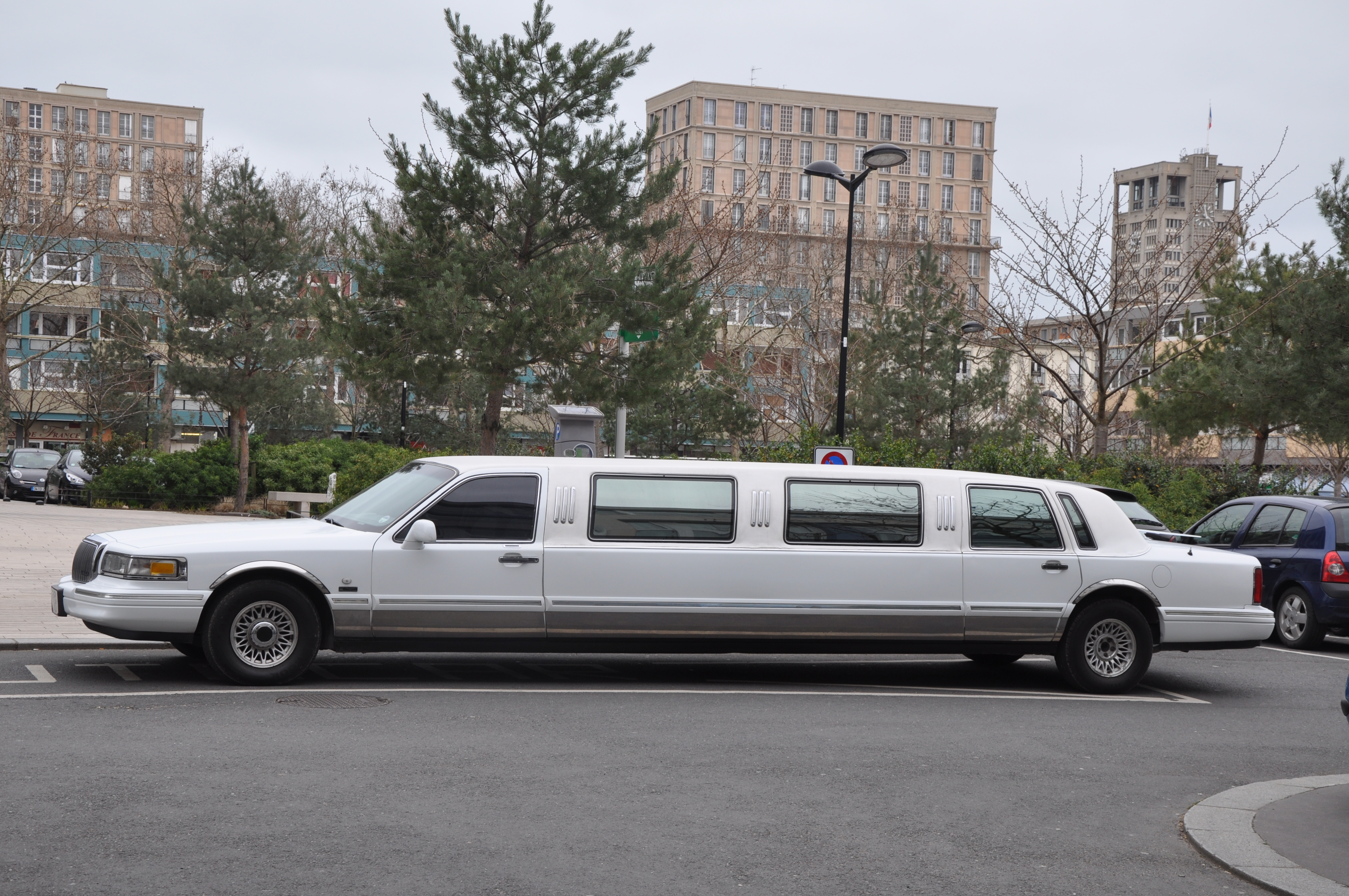
Lincoln Town Car de los años 90. Se aprecia su longitud al compararla con otros vehículos circundantes.

Una limusina está hecha basada en un coche cortado a la mitad y extendido, en otras ocasiones pueden salir así de la fábrica. Normalmente los asientos que se encuentran en el coche son reemplazados por sofás tanto separados o bien solamente uno corrido a lo largo del vehículo, en forma de "J", el resto de los adornos interiores pueden haber sido hechos a mano. Se le pueden agregar pantallas y diseñar un ambiente de fiesta. Las fabrican de hasta 20 m (65' 72/5") de longitud con amenidades agregadas tanto dentro como fuera. Esto hace a las limusinas un medio de transporte cómodo y confortable, aunque un poco inseguro según las normas actuales ya que se ha alterado la estructura original del vehículo; el motor es más grande comparado con los vehículos rurales; los pasajeros normalmente no se transportan sujetos por los cinturones de seguridad; no se pueden proteger adecuadamente por bolsas de aire y la abundancia de elementos de confort como aquellos propios de un bar contribuyen a la existencia de elementos sueltos (vasos, botellas y jarrones de cristal) los cuales pueden ser asegurados en sus respectivos agujeros para evitar la inestabilidad, a menos que la norma del uso de la limusina no se respete, estos elementos podrían impactar a los pasajeros en caso de maniobras bruscas.

## Tipos
- Town car es un estilo de carrocería de vehículo histórico caracterizado por cuatro puertas, un compartimento frontal abierto y un compartimento trasero cerrado, generalmente coche con chofer.
- Landaulet o landaulette es un estilo de carrocería similar a un Town Car, pero con la sección de pasajeros cubiertos por un techo retráctil.
- Coupé de ville es un carruaje o cupé de dos puertas con o una ventana lateral por lado, de cuatro plazas apretadas, en el que los asientos traseros están cubiertos y sin ventanas laterales, pero los asientos delanteros están abiertos o abatibles con solamente un techo ligero plegable. Los pasajeros de los asientos traseros pueden desplazarse en la intimidad, como las ventanas de la parte trasera del coche se mantienen pequeñas. No hay división entre los asientos delanteros y traseros como en una limusina.[cita requerida]

|                            |
| Cadillac Town Car de 1940. |

|                                             |
| Mercedes-Benz Tipo 300 d Landaulet de 1960. |

|                                          |
| Bentley 4¼ litre Coupé de Ville de 1937. |

## Permiso de conducir
Para la circulación de este tipo de vehículos es necesario, dependiendo de la legislación de cada país, un permiso de conducir, pasar los respectivos exámenes y tener pericia para maniobrar con seguridad.[cita requerida]